# Receptor de melatonina 1A
El receptor de melatonina tipo 1A es una proteína que en humanos se codifica por el gen MTNR1A ubicado en el cromosoma 4 (humano) con localización 4q35.2 .

## Funciones
El receptor ML1A o Mel-1A-R (antes llamado MT1) es un receptor con alta afinidad por la melatonina. Es mediador en las acciones circadianas y reproductivas de la melatonina.

## Léase también
- Brzezinski A (1997). «Melatonin in humans.». N. Engl. J. Med. 336 (3): 186-95. PMID 8988899.
- Khan AU, Olson DL (1975). «Physical therapy and exercise-induced bronchospasm.». Physical therapy 55 (8): 878-81. PMID 1144527.
- Reppert SM, Weaver DR, Ebisawa T (1994). «Cloning and characterization of a mammalian melatonin receptor that mediates reproductive and circadian responses.». Neuron 13 (5): 1177-85. PMID 7946354.
- Witt-Enderby PA, Dubocovich ML (1996). «Characterization and regulation of the human ML1A melatonin receptor stably expressed in Chinese hamster ovary cells.». Mol. Pharmacol. 50 (1): 166-74. PMID 8700109.
- Witt-Enderby PA, Masana MI, Dubocovich ML (1998). «Physiological exposure to melatonin supersensitizes the cyclic adenosine 3',5'-monophosphate-dependent signal transduction cascade in Chinese hamster ovary cells expressing the human mt1 melatonin receptor.». Endocrinology 139 (7): 3064-71. PMID 9645677.
- Ebisawa T, Kajimura N, Uchiyama M, et al. (1999). «Alleic variants of human melatonin 1a receptor: function and prevalence in subjects with circadian rhythm sleep disorders.». Biochem. Biophys. Res. Commun. 262 (3): 832-7. PMID 10471411. doi:10.1006/bbrc.1999.1308.
- Brydon L, Roka F, Petit L, et al. (2000). «Dual signaling of human Mel1a melatonin receptors via G(i2), G(i3), and G(q/11) proteins.». Mol. Endocrinol. 13 (12): 2025-38. PMID 10598579.
- Niles LP, Wang J, Shen L, et al. (2000). «Melatonin receptor mRNA expression in human granulosa cells.». Mol. Cell. Endocrinol. 156 (1-2): 107-10. PMID 10612428.
- Song CK, Bartness TJ (2001). «CNS sympathetic outflow neurons to white fat that express MEL receptors may mediate seasonal adiposity.». Am. J. Physiol. Regul. Integr. Comp. Physiol. 281 (2): R666-72. PMID 11448873.
- Roy D, Angelini NL, Fujieda H, et al. (2001). «Cyclical regulation of GnRH gene expression in GT1-7 GnRH-secreting neurons by melatonin.». Endocrinology 142 (11): 4711-20. PMID 11606436.
- Savaskan E, Olivieri G, Meier F, et al. (2002). «Increased melatonin 1a-receptor immunoreactivity in the hippocampus of Alzheimer's disease patients.». J. Pineal Res. 32 (1): 59-62. PMID 11841602.
- Savaskan E, Wirz-Justice A, Olivieri G, et al. (2002). «Distribution of melatonin MT1 receptor immunoreactivity in human retina.». J. Histochem. Cytochem. 50 (4): 519-26. PMID 11897804.
- Ayoub MA, Couturier C, Lucas-Meunier E, et al. (2002). «Monitoring of ligand-independent dimerization and ligand-induced conformational changes of melatonin receptors in living cells by bioluminescence resonance energy transfer.». J. Biol. Chem. 277 (24): 21522-8. PMID 11940583. doi:10.1074/jbc.M200729200.
- Yuan L, Collins AR, Dai J, et al. (2003). «MT(1) melatonin receptor overexpression enhances the growth suppressive effect of melatonin in human breast cancer cells.». Mol. Cell. Endocrinol. 192 (1-2): 147-56. PMID 12088876.
- Strausberg RL, Feingold EA, Grouse LH, et al. (2003). «Generation and initial analysis of more than 15,000 full-length human and mouse cDNA sequences.». Proc. Natl. Acad. Sci. U.S.A. 99 (26): 16899-903. PMID 12477932. doi:10.1073/pnas.242603899.
- Slominski A, Pisarchik A, Zbytek B, et al. (2003). «Functional activity of serotoninergic and melatoninergic systems expressed in the skin.». J. Cell. Physiol. 196 (1): 144-53. PMID 12767050. doi:10.1002/jcp.10287.
- Morcuende JA, Minhas R, Dolan L, et al. (2004). «Allelic variants of human melatonin 1A receptor in patients with familial adolescent idiopathic scoliosis.». Spine 28 (17): 2025-8; discussion 2029. PMID 12973153. doi:10.1097/01.BRS.0000083235.74593.49.
- Aust S, Thalhammer T, Humpeler S, et al. (2004). «The melatonin receptor subtype MT1 is expressed in human gallbladder epithelia.». J. Pineal Res. 36 (1): 43-8. PMID 14675129.

- Datos: Q18029573